# Álvaro Rodrigues
Álvaro Rodrigues (nacido el 19 de julio de 1993) es un futbolista brasileño que se desempeña como centrocampista.

## Trayectoria

### Clubes
| Club              | País   | Año         |
| ----------------- | ------ | ----------- |
| Tupi              | Brasil | 2014        |
| América           | Brasil | 2015        |
| Nacional          | Brasil | 2016        |
| Confiança         | Brasil | 2016 - 2018 |
| Montedio Yamagata | Japón  | 2018 -      |